# Cologania racemosa
Cologania racemosa är en ärtväxtart som först beskrevs av Robinson, och fick sitt nu gällande namn av Joseph Nelson Rose. Cologania racemosa ingår i släktet Cologania, och familjen ärtväxter. Inga underarter finns listade i Catalogue of Life.